# Dactylorhiza sudetica
Dactylorhiza sudetica là một loài thực vật có hoa trong họ Lan. Loài này được (Poech ex Rchb.f.) Aver. mô tả khoa học đầu tiên năm 1982.